# Форнетті

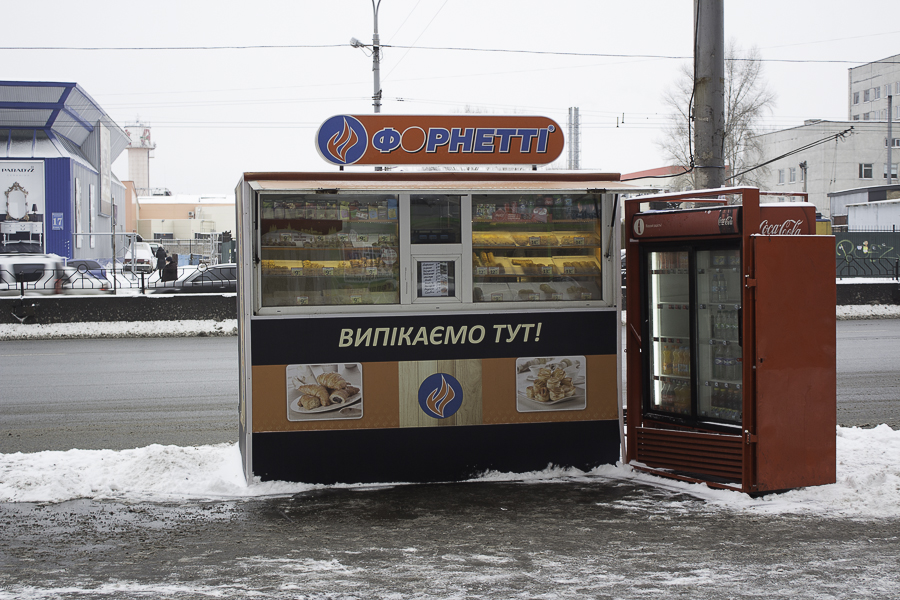
Типова забрендована точка продажів (кіоск) «ФОРНЕТТІ»

Форнетті — велика франчайзингова мережа, яка охоплює 26 країн світу. В Україні працює понад 550 пекарень. Рік заснування в Україні: 2004. Рік запуску виробництва в Україні: 2005

Країна походження: Угорщина.

Сфера діяльності: виробництво хлібобулочних виробів глибокої заморозки.

## Історія
1 березня 1997 року майстер-пекар Йожеф Палашті заснував компанію «Форнетті» в Угорщині. Виробництво булочок, що відомі сьогодні у 26 країнах світу, починалось у переобладнаному приватному будинку невеликого угорського містечка Кечкемет як сімейний бізнес. Продаж випічки здійснювався по франчайзинговій системі через маловідому на той час мережу невеличких пекарень. У 1999 році компанія вийшла на міжнародний ринок — у Словаччину, Польщу та Хорватію. В Україні свіжа випічка Форнетті з'явилась у 2004 році, а у 2005 — у селищі Козелець Чернігівської області відкрилось підприємство з виробництва напівфабрикатів хлібобулочних виробів «Форнетті — Україна».

## Виробництво
«Форнетті-Україна» — перший виробник хлібобулочних виробів глибокої заморозки на території України. Запуск заводу здійснений в червні 2005 р. Виробничі потужності підприємства знаходяться в смт. Козелець Чернігівської обл. Поточна продуктивність обладнання — 1000 т/місяць. З 2009 р. завод оснащений трьома сучасними італійськими лініями Canol, дві з яких — автоматичні, що дозволило мінімізувати людську участь при формуванні виробів і забезпечити стабільно високу якість продукту, що випускається. Автоматизований заводський склад готової продукції дозволяє зберігати одночасно близько 350 т товару, крім цього є регіональні центри у Дніпрі, Одесі та Тернополі. Асортиментна лінійка складається з виробів різної вагової категорії (від 20г до 1кг) і ступеня готовності (в сирому вигляді з попередньою розстойкою і без неї, попередньо випечені). Крім цього, вироби поділяють за типом тіста: дріжджові, дріжджові листкові, без дріжджів, листкові бездріжджові. Випускають продукти у вигляді напівфабрикатів, як з начинками, так і без, у вигляді готових сформованих виробів і тістових заготовок. Основна маса продуктів перед випічкою не потребує розморожування.
Як і на закордонних ринках, компанія практикує в Україні виробництво ексклюзивних продуктів за технічним завданням замовника.

## Якість
Підприємство сертифіковане системами управління якістю (ISO 9001) та безпечністю харчових продуктів (ISO 22000 та НАССР). Лабораторія підприємства здійснює контроль якості:
- вхідної сировини;
- дотримання умов його доставки, зберігання, підготовки до виробництва;
- виробництва товару;
- продукту, що випускається.

Компанією регулярно проводяться аудити постачальників відповідно до вимог міжнародного стандарту ISO 22000. Контроль виробничих процесів здійснюється відділом контролю якості за допомогою спеціалізованої електронної програми контролю: всі виміри показників технологічного процесу синхронізуються в одній базі даних з оперативним електронним повідомленням (в разі відхилень), що дозволяє запобігти випуску неякісного продукту. Випічка зразків продукції для аналізу проводиться за кожну годину роботи ліній, а також після добового зберігання продукту на складі. Контрольні зразки зберігаються на складі заводу протягом усього терміну зберігання продукту. Паралельно здійснюється контроль якості продукції за допомогою контролюючих організацій (райСЕС, ОблСЕС, ДП «Черніговстандартметролігія», Ветмедицина) за всіма показниками якості та безпеки. Зберігання та транспортування товару здійснюється при температурі мінус 18°С. Гарантійний термін зберігання становить від 120 до 360 діб (залежить від тіста, яке використовується при приготуванні певного виду виробів, і рівня його готовності).

## Франчайзинг
Компанія «Форнетті» працює за системою франчайзинга на ринку швидкого харчування. Це форма ведення бізнесу, за якою підприємець володіє торговою точкою і отримує постійну підтримку від компанії-франчайзера.